# Bridgeport
Bridgeport je město v USA, největší město státu Connecticut, správní sídlo okresu Fairfield County a sídlo římskokatolické diecéze. Podle statistiky z roku 2020 zde žije 148 554 obyvatel. Město leží 97 km od Manhattanu.  Letiště Sikorsky Memorial Airport  je situováno blízko Stratfordu a spravováno z Bridgeportu, slouží především pro regionální lety.

## Historie

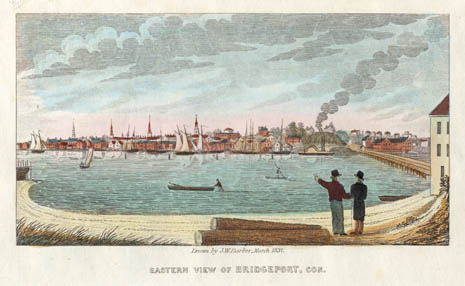
Bridgeport v roce 1837, pohlednice

Oblast byla osídlena Indiány kmene Paugussettů, kteří se věnovali zemědělství a rybolovu. První kolonisté Nové Anglie přišli kolem roku 1640 a vykoupili od nich část pozemků . Sídlo připomínané k roku 1644, patřilo k nejstarším bělošským osadám v oblasti.  Mezi lety 1695-1701 nesla osada označení Stratfield pro svou polohu mezi již existujícími městy Stratford a Fairfield. Vesnice jménem Newfield se začala rozvíjet v 60. letech 18. století, jejím jádrem bylo území současného hřbitova a přístav, ve kterém se koncem 18. století začaly stavět lodě a to dalo městu název.  
V roce 1781 se město, stejně jako celý stát Connecticut, připojilo ke Konfederaci. Roku 1821 bylo prohlášeno městem nezávislým na Stratfordu a zvolilo si prvního starostu. V roce 1860 je navštívil prezident Abraham Lincoln.  

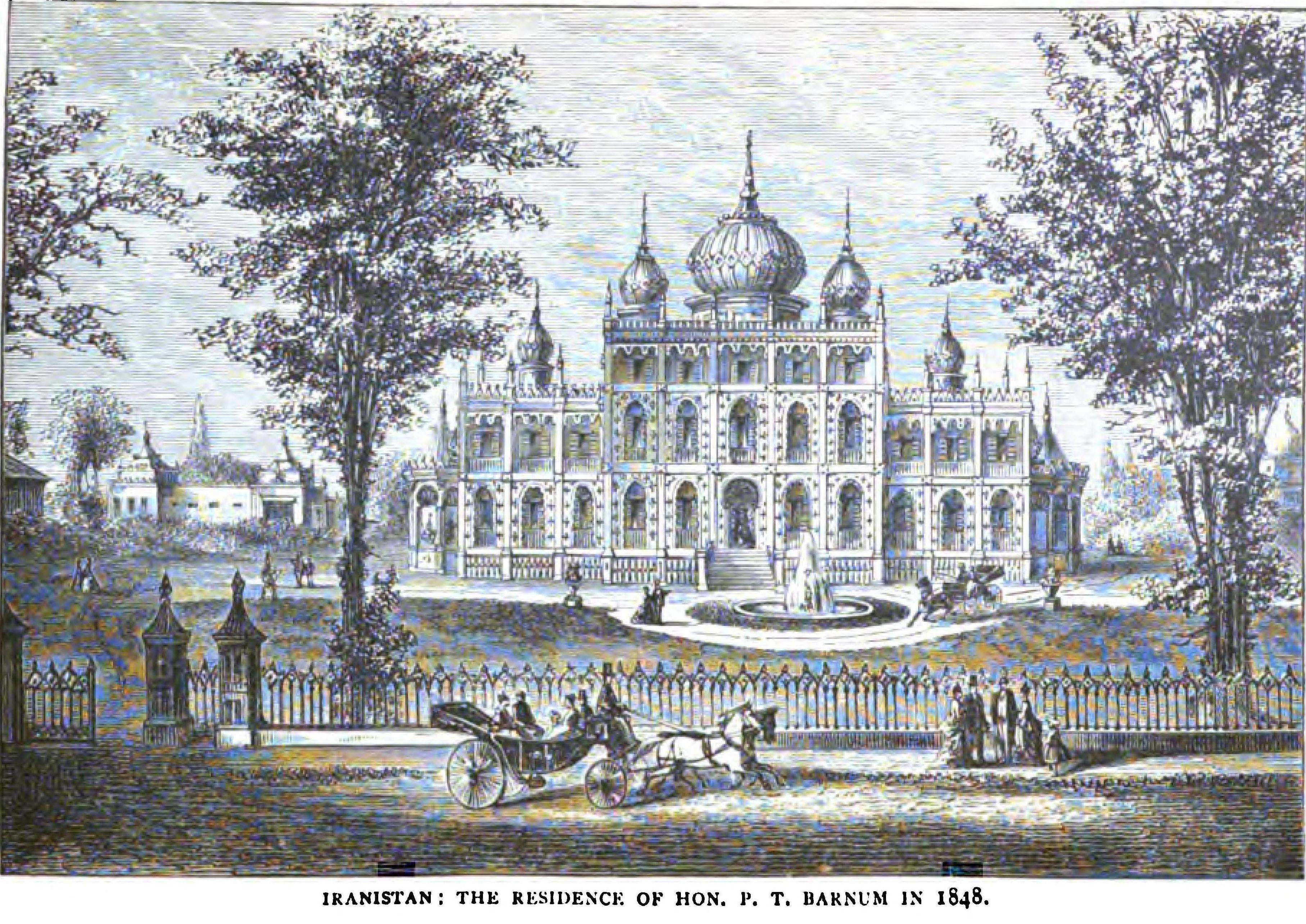
Iranistan, rezidence P. T. Barnuma z roku 1848

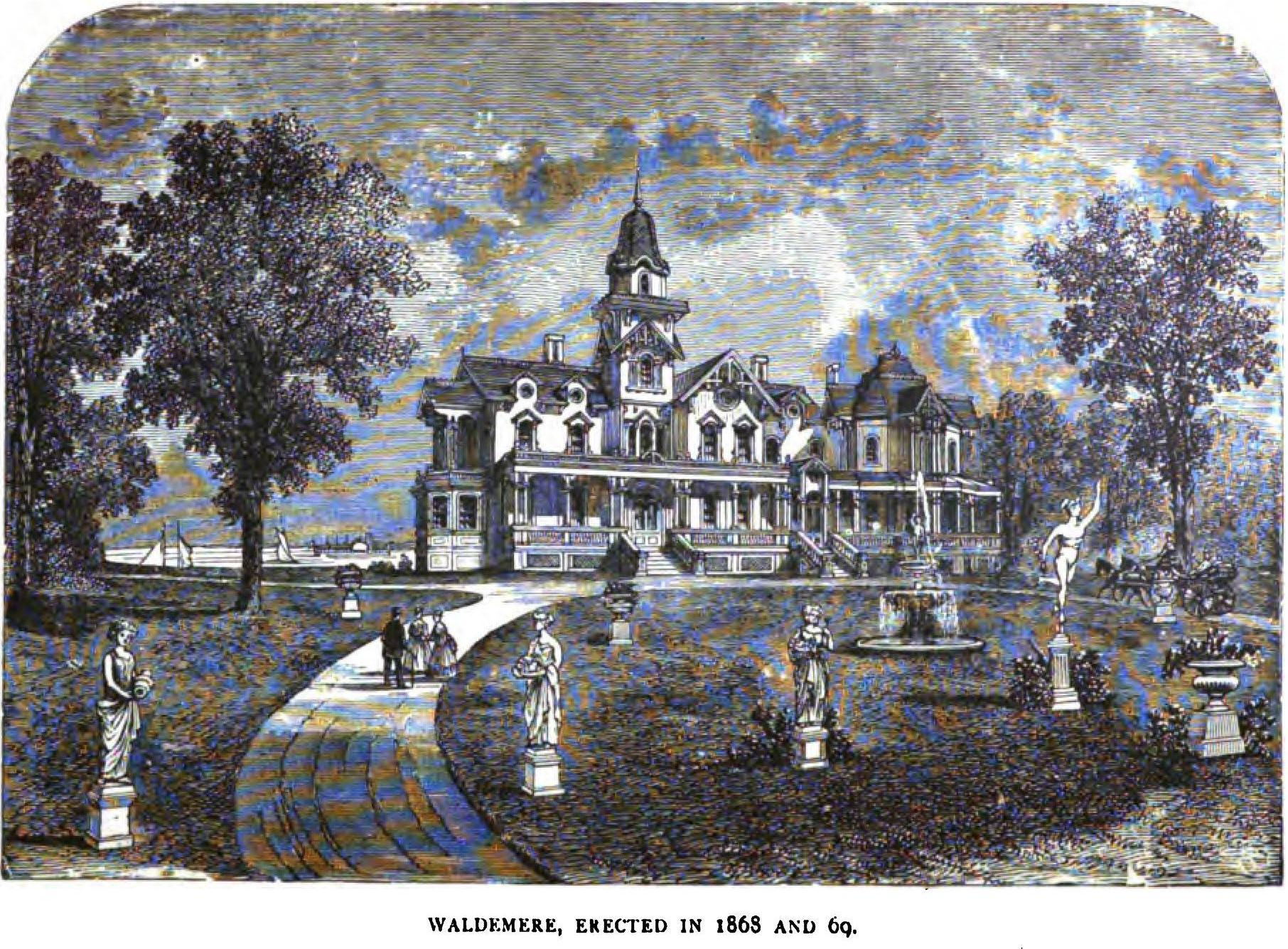
Waldemere, rezidence P. T. Barnuma z let 1868-1869

Roku 1871 byl zvolen starostou Phineas Taylor Barnum, majitel cirkusů a promotér, který si dal již roku 1848 postavil  palác v orientálním stylu Iranistán, pozdější zimoviště cirkusů a druhý palác Waldemere s parkem a sochami, zbudoval také lunapark s mnoha atrakcemi.
Hospodářský vzestup města souvisel s hutní, strojírenskou a textilní výrobou, podniky řídili početní židovští přistěhovalci. Byla zde také největší elektrárna v oblasti.
V letech 1907–1913 zde žil a pracoval budoucí diplomat a ministr Jan Masaryk. Pracoval v továrně Charlese Cranea. Vystřídal několik dělnických povolání. O letech strávených v Bridgeportu později prohlásil:,, Mám-li nějaký úspěch v diplomacii, vděčím za to výchově k disciplíně, kterou jsem si osvojil v Bridgeportu, když jsem se učil, jak lidé pracují a jednají. Svou znalost lidské povahy jsem získal v Craneově továrně," tato jeho slova nebyla určena českému publiku, ale vyšla otištěna v lokálních bridgeportských novinách 29. září 1935.
Během 20. století  byly pod vlivem radikální industrializace zbořeny mnohé historické památky a celé čtvrti. Roku 1953 byla z římskokatolické arcidiecéze Hartford vyčleněna nová diecéze Bridgeport se sídlem v tomto městě  a byla pro ni vystavěna nová katedrála sv. Augustina.

## Demografie
Podle sčítání lidu z roku 2010 zde žilo 144 229 obyvatel.

### Rasové složení
- 39,6 % Bílí Američané
- 34,6 % Afroameričané
- 0,5 % Američtí indiáni
- 3,4 % Asijští Američané
- 0,1 % Pacifičtí ostrované
- 17,5 % Jiná rasa
- 4,3 % Dvě nebo více ras

Obyvatelé hispánského nebo latinskoamerického původu, bez ohledu na rasu, tvořili 38,2 % populace.

## Památky a kultura

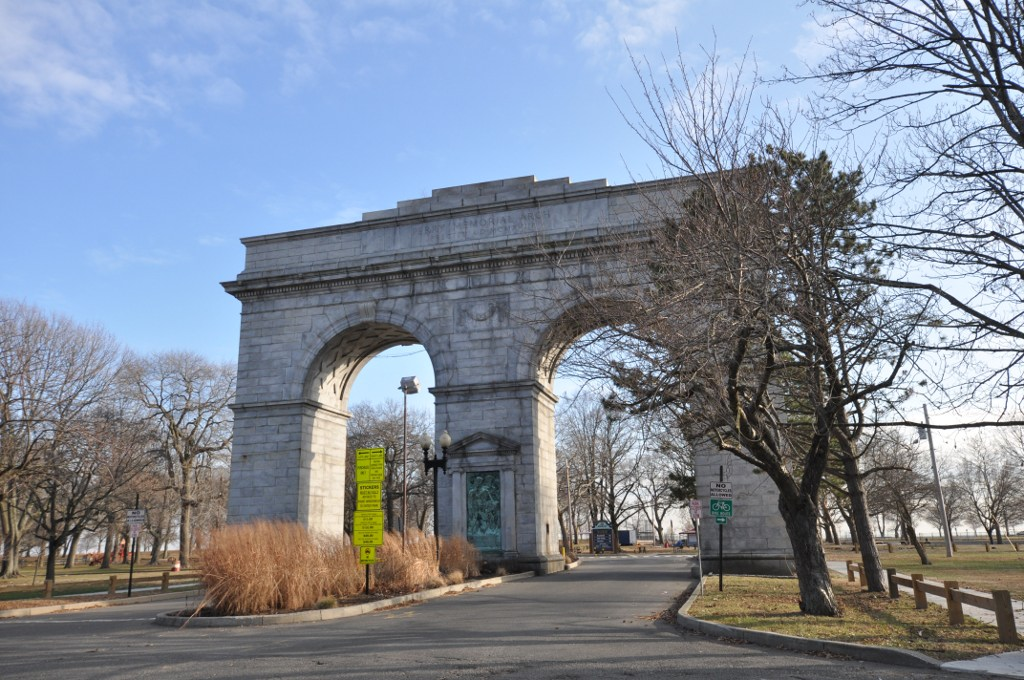
PerryMemorial Arch

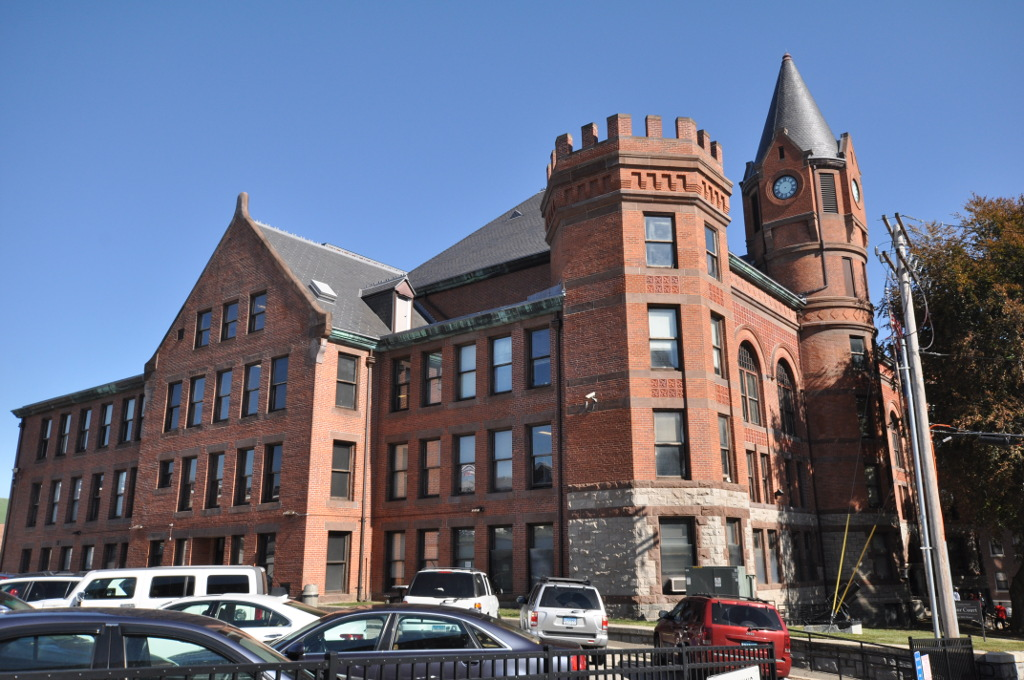
Budova bývalého okresního soudu z roku 1888

- McLevy Hall - budova první radnice z roku 1854
- Perry Memorial Arch z roku 1918 - žulový památník strojaře J. W. Perryho, který konstruoval šicí stroje vyráběné zde v továrně Wheeler & Wilson Manufacturing
- Budova Barnumova muzea - sbírky historie a cirkusů, otevřeno 1x týdně
- Budova bývalého okresního soudu z roku 1888
- Římskokatolický kostel sv. Patrika - stavba z konce 19. století
- kostel sjednocené metodistické církve
- tři synagogy
- Maják
- Palace and Majestic Theatre - divadelní budova ze 60. let 19. století, nyní pustá
- Housatonic Museum of Art - muzeum umění, založené roku 1967
- zoologická zahrada
- Mountain Grove Cemetery - hřbitov, mj. hrobka P. T.  Barnuma a hrob Fanny Crosbyové
- Bronzový pomník Jamese W. Beardsleyho farmáře a sponzora výstavby města

## Školství
Bridgeport je sídlem několika desítek středních škol, dále University of Bridgeport a  židovské Yeshiva Gedola of Bridgeport pro vzdělávání rabínů.

## Sport
- Frisbee - město se chlubí prvenstvím sportu (mezi studenty původně provozovaného  krabicemi od koláče páj) a první výrobou plastových talířů pro frisbee.
- Ve městě působí hokejový klub Bridgeport Islanders.

## Slavní rodáci
- Robert Mitchum (1917–1997), americký herec a zpěvák[6]
- Edward (1926–2006) a Lorraine Warrenovi (1927–2019), vyšetřovatelé paranormálních aktivit[7]
- Robert Kowalski (* 1941), americký vědec, matematik, informatik a vysokoškolský profesor[8]
- Vinnie Vincent (* 1952), americký kytarista a zpěvák, bývalý člen glamrockové skupiny Kiss[9]
- John Mayer (* 1977), americký skladatel, zpěvák, kytarista[10]
- Alexandra Breckenridge (* 1982), americká herečka a dabérka[11]